# Catherine Paysan
Pour les articles homonymes, voir Paysan (homonymie) et Roulette.
Catherine Paysan, nom de plume d'Annie Roulette, née le 4 août 1926 à Aulaines (Sarthe) et morte le 22 avril 2020 au Mans (Sarthe), est une écrivaine française, autrice de romans et de nouvelles, ainsi que de récits autobiographiques et de poèmes.
Professeure de lettres, elle est lauréate du prix des Libraires, du Goncourt de la nouvelle, officier de la Légion d'honneur, des Arts et des Lettres, et chevalier de l'ordre national du Mérite.

## Biographie

### Les jeunes années
Catherine Paysan est la fille unique d'Auguste Roulette, gendarme qui a fait par la suite office de secrétaire de mairie , et de Marthe Roulette, institutrice de l'unique classe de l'école primaire d'Aulaines.

Après l'obtention du certificat d'études, Annie Roulette part en internat au Mans. De 1938 à 1944, elle fait ses études secondaires, remportant souvent les prix d'excellence. Dans son œuvre autobiographique Le Passage du SS, elle raconte la douloureuse séparation d'avec sa famille, ses difficultés à se faire à la vie en internat. À dix-huit ans, elle écrit son premier recueil de poèmes, Tous deux, qu'elle autofinance avec l'argent que son père lui a avancé. Elle part ensuite à Paris poursuivre ses études pour devenir enseignante. À la suite d'une rencontre avec un prisonnier de guerre allemand dans la forêt de Bonnétable, et d'un coup de foudre réciproque, Annie Roulette part pour l'Allemagne de 1946 à 1948 et devient professeur de français dans la zone occupée par les Forces françaises en Allemagne, à Spire. Son amoureux, qui devait la rejoindre, se désengage. Cette période est décrite dans L'Amour là-bas en Allemagne, roman autobiographique paru en 2006.

### L'enseignante
Une pleurésie stoppe ses études et en 1948 Annie Roulette revient en France pour entrer dans l'enseignement primaire avant de devenir professeur de français dans un collège de banlieue à La Courneuve. 

### L'écrivaine
Son premier roman, Nous autres les Sanchez, paraît en 1961. Bien que l'histoire soit complètement décalée pour l'époque, le livre remporte tout de suite un grand succès et l'auteur reçoit en 1962 le grand prix du Roman de la Société des gens de lettres.
En 1967, elle reçoit le prix Desbordes-Valmore, un des grands prix de poésie décernés annuellement par la Société des poètes français.
À partir de 1974, Catherine Paysan se consacre exclusivement à la littérature.

### La Chanson
Dans les années 1960, Catherine Paysan enregistre deux albums (Chansons pour moi toute seule volumes 1 et 2) et écrit de nombreuses chansons sous la houlette de son producteur qui n'est autre que le chanteur, auteur et compositeur Mouloudji. 

## Distinctions
- Officier de la Légion d'honneur Elle est faite chevalier le 5 février 1992, puis officier de la Légion d'honneur le 31 décembre 2010[12].
- Officier de l'ordre des Arts et des Lettres
- Chevalier de l'ordre national du Mérite

## Œuvres

### Romans
- Catherine Paysan, Nous autres les Sanchez, Denoël, 1961Grand prix du Roman de la Société des gens de lettres.
- Catherine Paysan, Histoire d'une salamandre, 1963.
- Catherine Paysan, Je m’appelle Jéricho, 1964.
- Catherine Paysan, Les Feux de la Chandeleur, Denoël, 1966Prix des libraires.
- Catherine Paysan, Le Nègre de Sables, Denoël, 1968.
- Catherine Paysan, L’Empire du taureau, Denoël, 1974.
- Catherine Paysan, Le Clown de la rue Montorgeuil, Denoël, 1978.
- Catherine Paysan, Dame suisse sur un canapé de reps vert, Grasset, 1981.
- Catherine Paysan, Le Rendez-Vous de Strasbourg, Denoël, 1984.
- Catherine Paysan, La Route vers la fiancée, Albin Michel, 1992.
- Catherine Paysan, La Prière parallèle, Albin Michel, 2003.

### Romans autobiographiques
- Catherine Paysan, Comme l'or d'un anneau, Denoël, 1971Prix Sully-Olivier de Serres
- Catherine Paysan, Pour le plaisir, Denoël, 1976.
- Catherine Paysan, La Colline d'en face, alland, 1987.
- Catherine Paysan, Le Passage du SS, Albin Michel, 1997.
- Catherine Paysan, L'Amour là-bas en Allemagne, Albin Michel, 2006.
- Catherine Paysan, L'Enterrement d'un juif hongrois, Albin Michel, 2017.

### Nouvelles
- Catherine Paysan, Les Faiseurs de chance, Denoël, 1963Prix des Écrivains de l'Ouest
- Catherine Paysan, Les Désarmés, Albin Michel, 2000Bourse Goncourt de la nouvelle

### Poèmes
- Catherine Paysan, Écrit pour l'âme des cavaliers, Favre, 1956.
- Catherine Paysan, 52 poèmes pour une année, Édition de l'Atelier, 1989grand prix de la Société des poètes français

### Théâtre
- Catherine Paysan, Les Oiseaux migrateurs, 1969.
- Catherine Paysan, Attila Dounaï, 1983.

### Disque
- Catherine Paysan, Chansons pour moi toute seule, Éditions Mouloudji, 1964.

## Filmographie

### Cinéma
- 1968 : Ce sacré grand-père de Jacques Poitrenaud, tiré du roman Je m'appelle Jéricho
- 1972 : Les Feux de la Chandeleur de Serge Korber
- 2009 : Liebe unerwünscht - ein Kriegsgefangener in Frankreich (L'Amour là-bas en Allemagne), film documentaire sur la vie de l'auteur entre 1946 et 1948[13]

### Télévision
- 1977 : Histoire d'une salamandre de Robert Guez
- 1997 : L'Empire du taureau de Maurice Frydland